# Goździkowiec

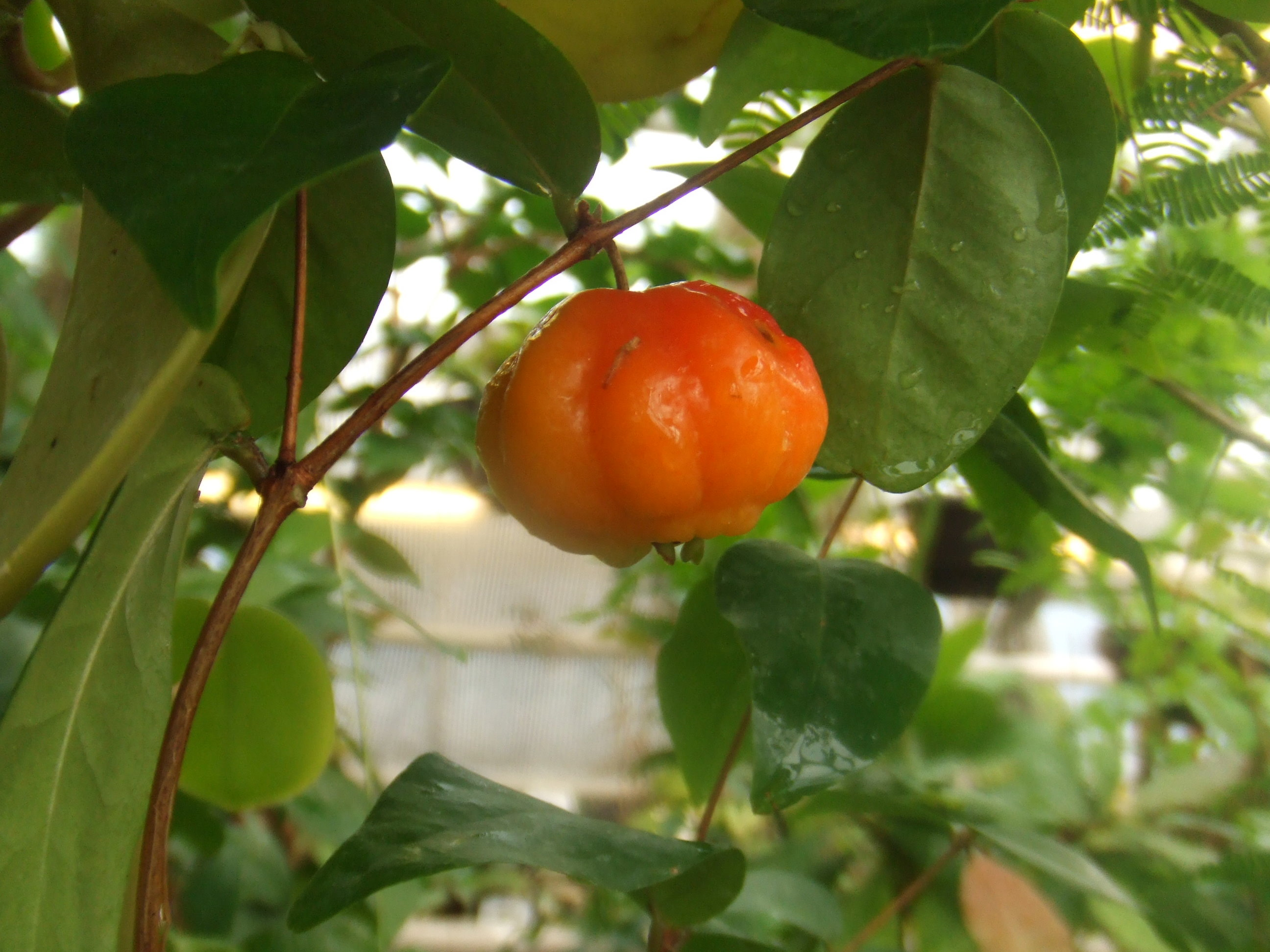
Owoc Eugenia uniflora

Goździkowiec, eugenka, piernia, eugenia (Eugenia L.) – rodzaj roślin z rodziny mirtowatych, do którego zaliczanych jest ponad 1200 gatunków. Rośliny te są rozprzestrzenione na wszystkich kontynentach w strefie międzyzwrotnikowej.
Znaczenie użytkowe mają gatunki drzewiaste dostarczające drewna, niektóre dostarczają też jadalnych owoców, są też uprawiane jako rośliny ozdobne.
Do rodzaju tego zaliczana była czapetka pachnąca (Syzygium aromaticum) znana wciąż powszechnie jako goździkowiec korzenny (w obrębie rodzaju goździkowiec pod nazwą naukową Eugenia caryophyllus – stanowiącą obecnie synonim).

## Morfologia
Wiecznie zielone lub okresowo zrzucające liście krzewy lub drzewa. Liście są naprzeciwległe, całobrzegie i aromatyczne. Kwiaty wyrastają pojedynczo lub w niewielkich skupieniach. Przeważnie są białe, z małymi płatkami i licznymi pręcikami. Owocami są jagody.

## Systematyka
Pozycja systematyczna według Angiosperm Phylogeny Website (2001...)
Rodzaj należący do rodziny mirtowatych z rzędu mirtowców, należących do kladu różowych w obrębie okrytonasiennych. W obrębie rodziny: podrodzina Myrtoideae, plemię Myrteae.
Lista gatunków